# UFO (groupe)
Pour les articles homonymes, voir UFO.
UFO est un groupe de hard rock britannique, originaire de Londres, en Angleterre. Formé en 1969, il est généralement considéré comme un groupe de transition entre le hard rock britannique du début des années 1970 (Deep Purple, Led Zeppelin, Black Sabbath, Uriah Heep...) et le heavy metal de la New wave of British heavy metal (Iron Maiden, Saxon...).
À ce titre, le groupe a eu une forte influence sur la scène metal des années 1980. Il est par exemple cité comme référence par Steve Harris d'Iron Maiden, Dave Mustaine de Megadeth, Kirk Hammett de Metallica ou encore Frank Hannon de Tesla, entre autres.

## Biographie

### Débuts (1969–1972)
UFO est formé en 1969 par le chanteur Phil Mogg, le guitariste Mick Bolton, le bassiste Pete Way et le batteur Andy Parker. Le groupe prend tout d'abord le nom de Hocus Pocus, avant de finalement opter pour UFO en référence à un club de Londres où ils avaient l'habitude de jouer. C'est dans ce même club qu'ils sont repérés par le producteur Noel Moore, qui les fait signer sur son label Beacon Records. Le groupe sort son premier album en 1970, un exemple typique de hard rock inspiré du blues et du boogie, simplement appelé UFO 1. Il contient entre autres une reprise d'Eddie Cochran, C'mon Everybody, et assure un certain succès au groupe, notamment au Japon (C'mon Everybody sera un gros tube) et en Allemagne (30e place des charts pour le single Boogie For George).
En 1971, paraît UFO 2, aussi appelé Flying, très inspiré par le space rock (son sous-titre est d'ailleurs One Hour Space Rock). Il est principalement composé de deux morceaux de 19 et 26 minutes (Star Storm et Flying), ainsi que d'un single Prince Kajuku qui atteindra la 26e place des charts en Allemagne. Néanmoins, le groupe reste peu connu au Royaume-Uni et aux États-Unis et son premier enregistrement public, UFO Lands in Tokyo (paru en 1972 et aussi appelé UFO Live ou UFO Landed in Japan) ne sortira qu'au Japon. En janvier 1972, le guitariste Mick Bolton quitte le groupe. Les autres membres, souhaitant changer de style, cherchent alors un nouveau guitariste, capable d'apporter un son plus rock au groupe.

### Succès (1973–1978)
Après quelques essais avec Larry Wallis (ex-membre de Shagrat et futur membre fondateur de Motörhead) et Bernie Marsden (futur membre de Whitesnake, il fera la tournée européenne de UFO et enregistrera la démo Give Her the Gun), le groupe décide finalement d'engager Michael Schenker de Scorpions en juin 1973. Bien que n'ayant que 19 ans à l'époque, Schenker est déjà un guitariste reconnu et respecté.
Sur un nouveau label Chrysalis Records, et avec comme nouveau producteur Leo Lyons le bassiste de Ten Years After, le groupe enregistre Phenomenon en 1974, comportant un son de guitare beaucoup plus dur. Même s'il ne rencontre pas un succès immédiat, cet album contient plusieurs morceaux considérés comme des classiques par les fans, par exemple Doctor Doctor (qui sortira plus tard en single live) ou Rock Bottom (qui sera rallongé lors des concerts pour mettre en valeur Michael Schenker).
Lors de la tournée Phenomenon Tour, Paul Chapman, l'ancien guitariste de Skid Row (groupe irlandais actif fin des années 1960/début des années 1970, composé de Phil Lynott et Gary Moore et sans rapport avec le groupe américain du même nom) rejoint brièvement le groupe puis il s'en va former Lone Star en janvier 1975. Le groupe continue à sortir des albums, Force It en juillet 1975, No Heavy Petting en mai 1976, et effectue de très nombreux concerts, ce qui en fait des stars en Angleterre et les fait connaître aux États-Unis. UFO commence à expérimenter les claviers sur ses compositions à partir de Force It et décide donc d'engager un claviériste. Le groupe sera d'abord rejoint par Danny Peyronel (ex-Heavy Metal Kids) d'août 1975 à juillet 1976, puis par Paul Raymond (ex-Savoy Brown) qui officiera aussi en tant que second guitariste.
En 1977, UFO sort Lights Out, souvent considéré comme le sommet de la carrière du groupe et comme un album-phare du rock des années 1970. Il contient des titres devenus des classiques pour les fans, comme Too Hot To Handle, Lights Out, Alone Again ou encore Love to Love. Avec cet album, UFO reçoit aussi les acclamations des critiques. Après ce succès, le groupe retourne en studio pour enregistrer Obsession (1978). Même s'il ne rencontre pas autant de succès que son prédécesseur, il contient quelques titres-phares comme Cherry ou Only You Can Rock Me.
Lors de la tournée de Obsession, UFO enregistre en public Strangers in the Night qui sortira en 1979. Cet enregistrement sera un grand succès critique et commercial et sera plus tard considéré comme un des enregistrements publics les plus influents du hard rock des années 1970, au côté du Live and Dangerous de Thin Lizzy, du Alive! de KISS ou du Made in Japan de Deep Purple.

### Départ de Michael Schenker (1979)
Des tensions commencent à naître entre Michael Schenker et Phil Mogg à la fin des années 1970 et, en janvier 1979, juste avant la sortie de Strangers in the Night, Schenker décide de quitter UFO. Il effectuera un bref retour dans Scorpions avant de créer son propre groupe : Michael Schenker Group (souvent abrégé MSG).

### Années post-Schenker (1980–1989)

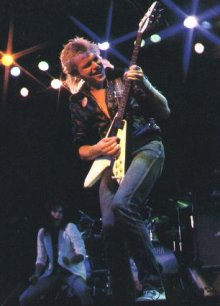
Michael Schenker avec le Michael Schenker Group en 1983.

Après le départ de Schenker, le groupe réengage Paul Chapman et sort l'album No Place To Run en janvier 1980. Cet album est produit par George Martin, ancien producteur des Beatles, mais il ne réussit pas à atteindre le succès de ses prédécesseurs. Paul Raymond quitte le groupe à la fin de la tournée et est remplacé pour quelques mois par John Sloman (ex-Uriah Heep) puis par Neil Carter en août 1980, qui aidera à combler le vide laissé par Michael Schenker au niveau de la composition des morceaux.
Au début de 1981, UFO sort The Wild, the Willing and the Innocent, album auto-produit qui possède un son plus pop rock, populaire à l'époque. L'album rencontre un succès mitigé au Royaume-Uni. En février 1982, le groupe sort Mechanix comportant notamment Back into My Life qui sera un tube mineur aux États-Unis. Pete Way, membre fondateur, quitte alors le groupe pour fonder Fastway avec « Fast » Eddie Clarke (ex-Motörhead) puis le groupe Waysted. Il est remplacé par l'ancien bassiste de The Damned et de Eddie and the Hot Rods, Paul Gray. UFO sort Making Contact en 1983, mais l'album est un échec critique et commercial. Le groupe décide alors de se séparer en mai de la même année.
Cette séparation est de courte durée puisque, deux ans plus tard, Phil Mogg reforme UFO et sort Misdemeanor (1985) et, plus tard, un EP Ain't Misbehavin' (1988). Ces deux sorties ne rencontreront pas le succès escompté et le groupe se sépare à nouveau.

### Retours (1991–2003)
En 1991, Mogg et Way décident de recréer ensemble UFO et enregistrent un nouvel album High Stakes and Dangerous Men. Bien qu'étant distribué par un petit label indépendant, l'album génère un certain intérêt, ce qui va conduire, l'année suivante, à la reformation du groupe sous sa forme classique (Mogg, Way, Schenker, Raymond et Parker) de la fin des années 1970.
UFO sort alors Walk on Water en 1995, et part en tournée mondiale (l'ex-batteur d'AC/DC Simon Wright remplacera Andy Parker lors de cette tournée). Malheureusement pour le groupe, les tensions refont surface et Michael Schenker quitte UFO au milieu de la tournée. Les autres membres décident alors de se séparer une nouvelle fois. Phill Mogg et Pete Way continuent néanmoins à travailler ensemble et sortent deux albums sous le nom Mogg/Way.
En 2000, UFO se reforme à nouveau avec Mogg, Way, Schenker, Raymond et Aynsley Dunbar à la batterie. Le groupe sort un double album, Covenant, comportant un disque avec de nouveaux morceaux et un autre avec des classiques du groupe en version live. Malgré les nombreuses rumeurs concernant le statut de Schenker au sein du groupe, il enregistre avec UFO Sharks en 2002. Peu après la sortie de l'album, il annonce qu'il quitte à nouveau le groupe. Mogg, Raymond et Way décident alors de remplacer Schenker par le shredder Vinnie Moore.

### Période Moore (depuis 2004)

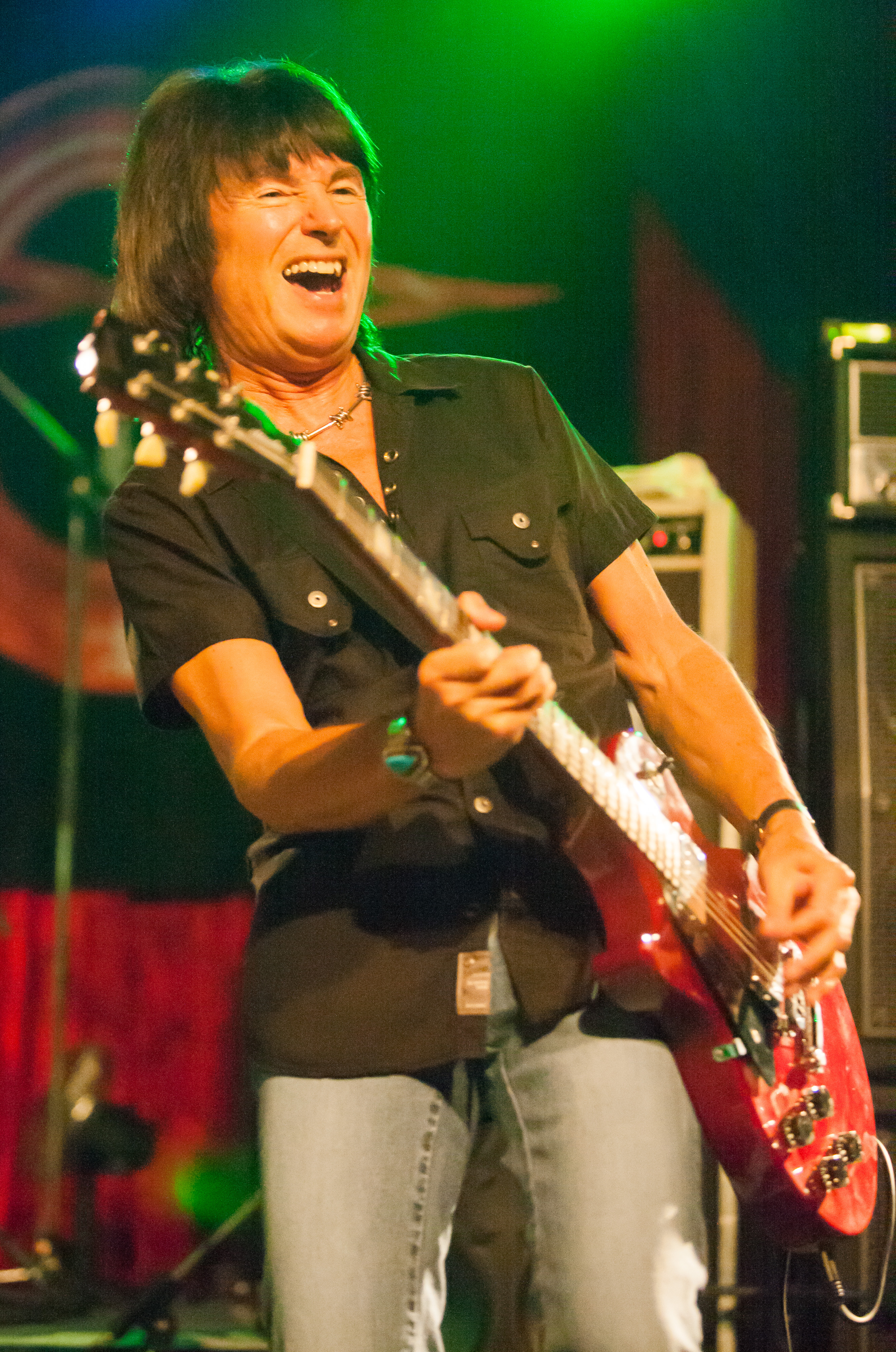
Paul Raymond lors d'un concert en 2007.

UFO sort You Are Here en 2004 avec cette fois Jason Bonham à la batterie. Durant la tournée de cet album, le groupe enregistre un CD live et sort un double DVD, tous les deux intitulés Showtime (2005).
En septembre 2006, UFO sort The Monkey Puzzle, qui marque le retour d'Andy Parker à la batterie, quand le bassiste Pete Way se voit refuser son visa de travail pour les États-Unis en 2008 (Spread Eagle, Sebastian Bach), pour le remplacer pendant sa tournée américaine.
En juin 2009 UFO sort The Visitor, vingtième album studio du groupe. Étant malade, Pete Way ne participe pas à l'enregistrement de cet album. Sur les tournées suivantes, Pete Way est remplacé de nouveau par Rob De Luca et Barry Sparks (Dokken, Ted Nugent, Michael Schenker Group, Scorpions, Uli Jon Roth, Yngwie Malmsteen). Depuis 2012, Rob De Luca est un membre officiel.
Le prochain album, intitulé A Conspiracy of Stars, est publié le 23 février 2015. Cet album est le premier avec le nouveau bassiste Rob De Luca, qui a aussi écrit quelques chansons.
Le 10 septembre 2016, le guitariste Vinnie Moore annonce sur Facebook leur entrée en studio pour un album de reprises. L'album s'intitule The Salentino Cuts, et est publié le 29 septembre 2017.
Le 13 avril 2019, Paul Raymond décède d'une crise cardiaque. Le 30 avril 2019 le groupe annonce que le remplaçant initial de Raymond, Neil Carter, rejoindrait UFO pour le reste de la tournée d'adieu. Pete Way disparaît le 14 août 2020 des conséquences d'un accident subi quelques semaines plus tôt.

## Membres

### Membres actuels
- Phil Mogg – chant (1969–1983, 1984–1989, depuis 1991)
- Andy Parker – batterie (1969–1983, 1988, 1993–1995, depuis 2005)
- Neil Carter - claviers, guitare rythmique (1980-1982, depuis 2019)
- Vinnie Moore – guitare solo (depuis 2003)
- Rob De Luca – basse (depuis 2008)

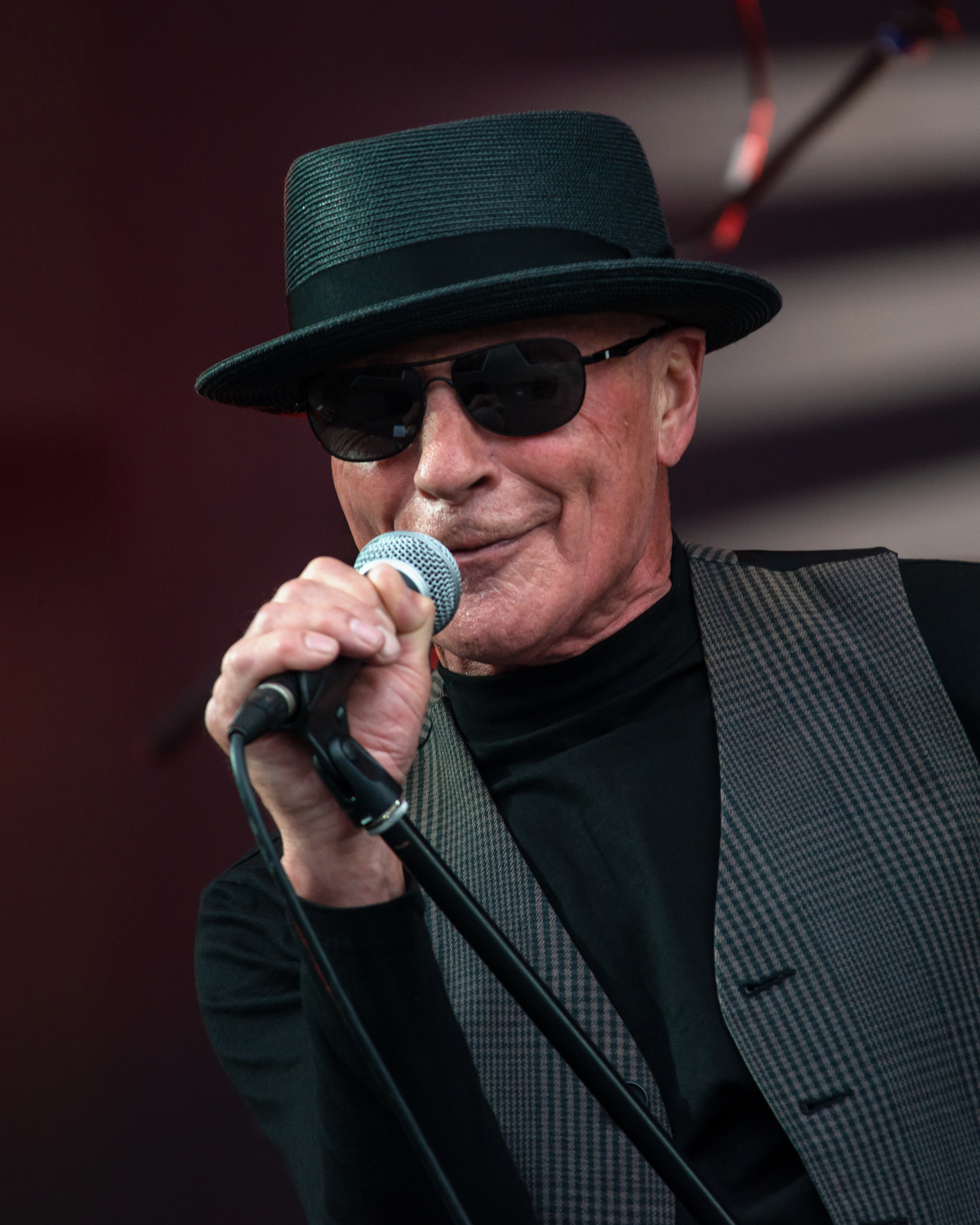
Phil Mogg
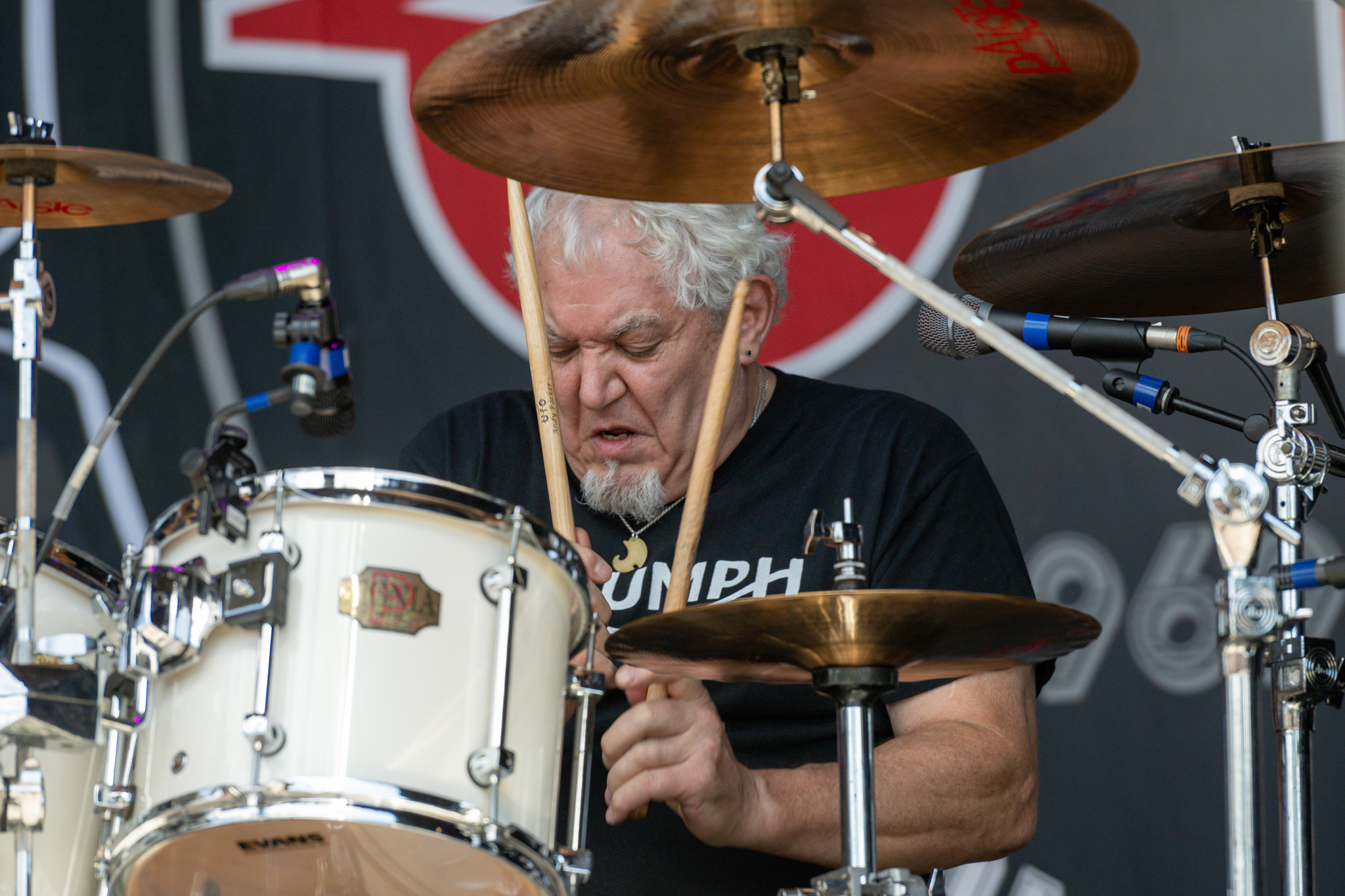
Andy Parker
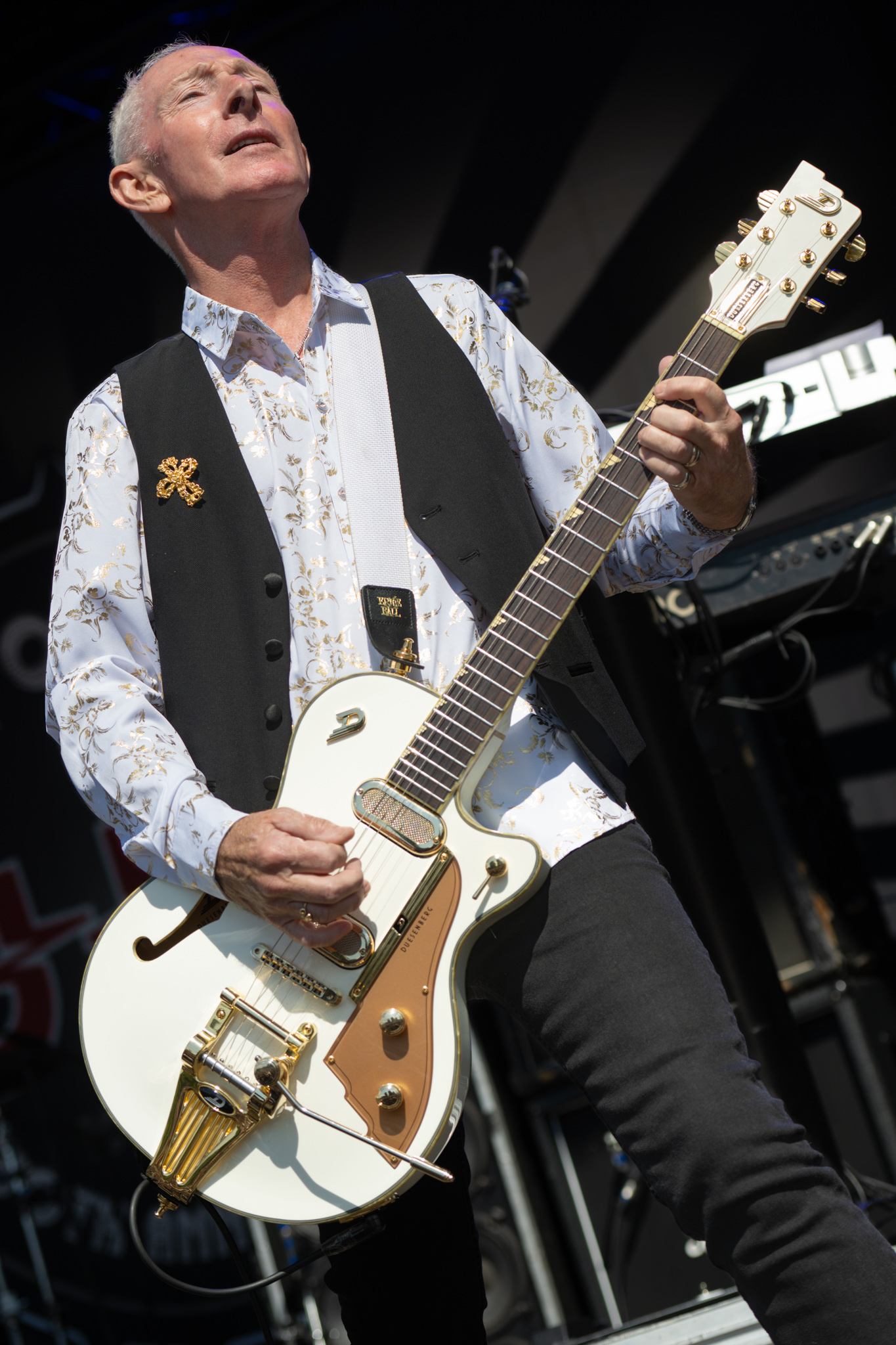
Neil Carter
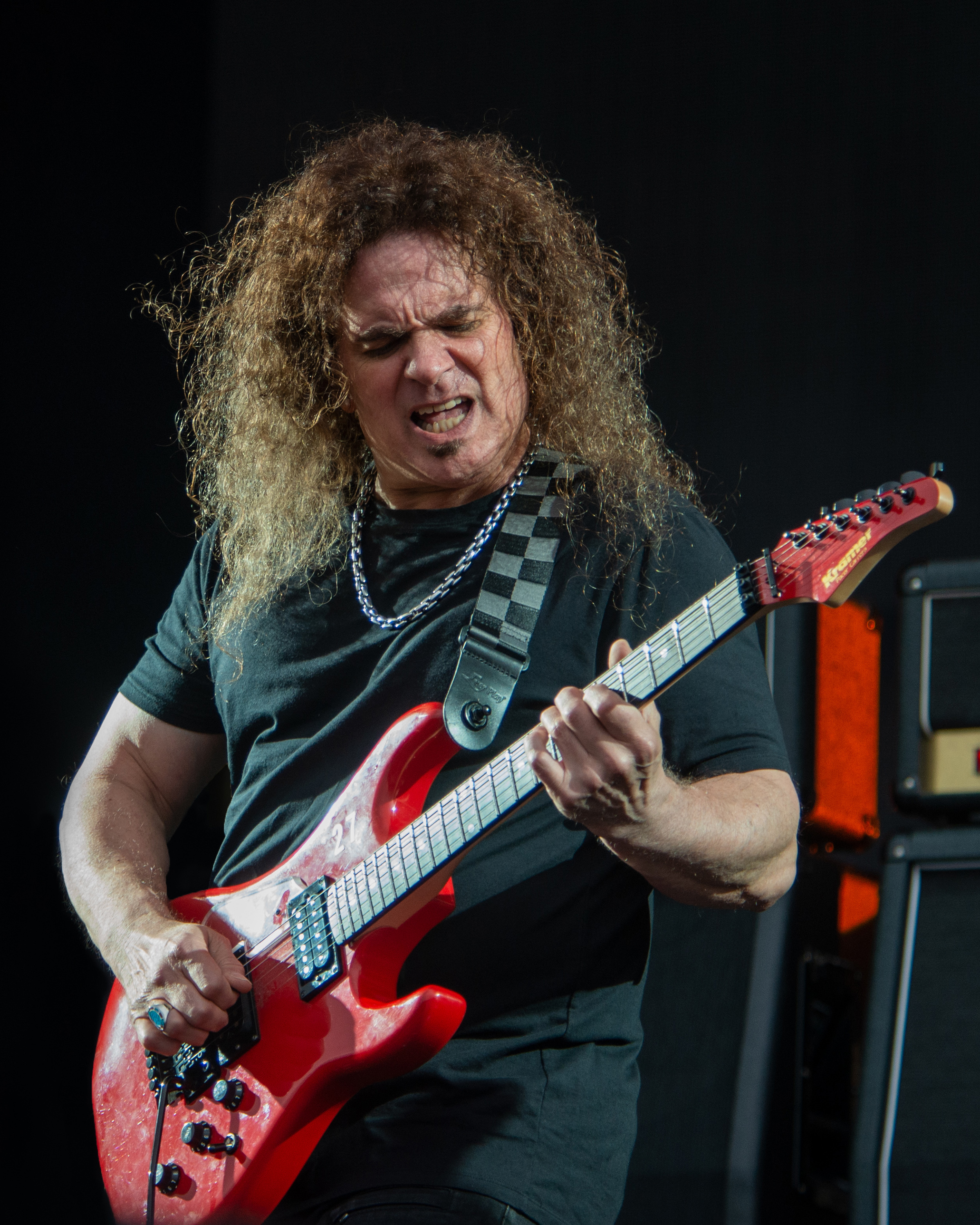
Vinnie Moore
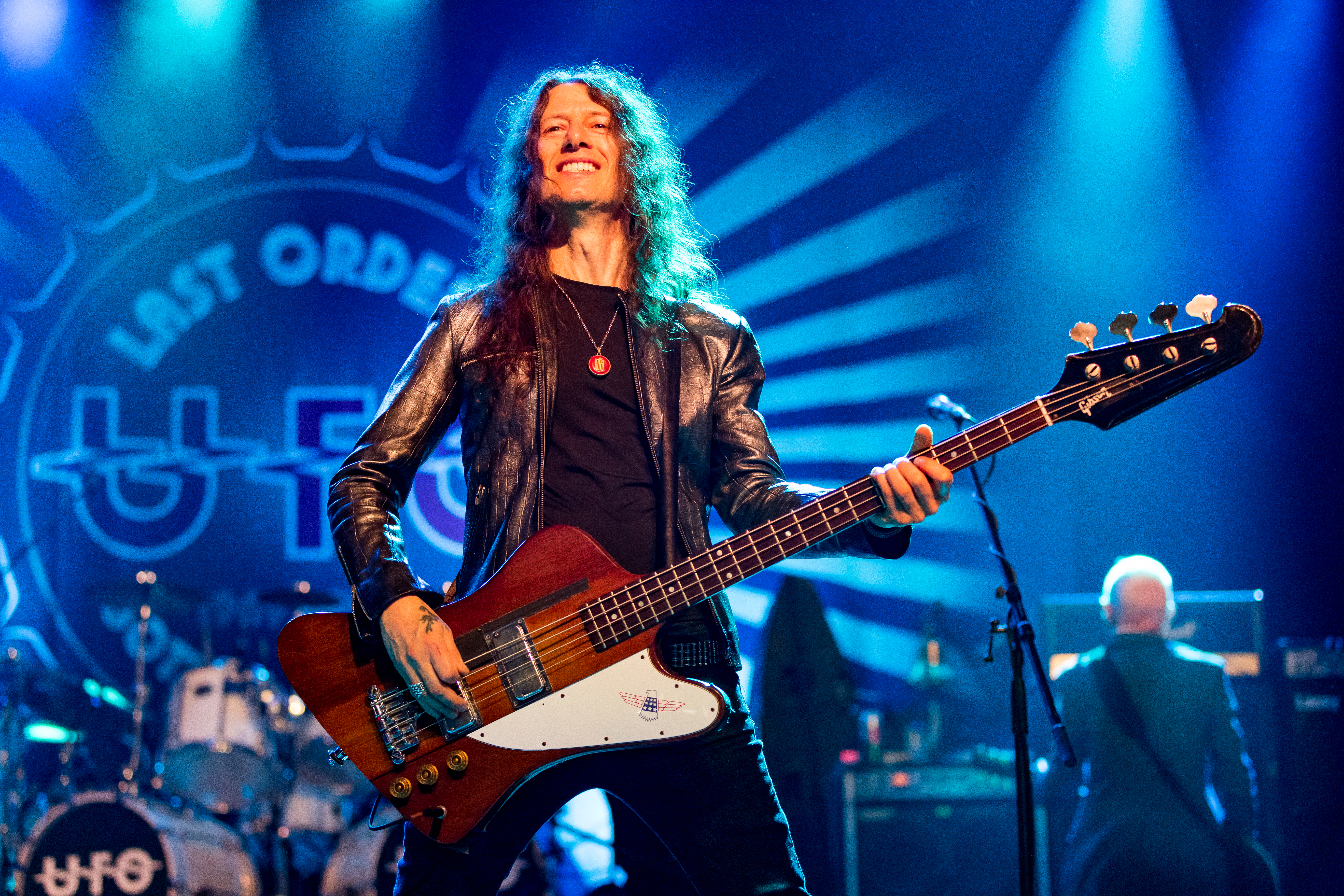
Rob De Luca

### Anciens membres
- Paul Raymond – claviers, guitare rythmique, chœurs (1976–1980, 1984–1986, 1993–1999, 2003-†2019)
- Mick Bolton - guitare (1969-1972)
- Larry Wallis - guitare (1972)
- Bernie Marsden - guitare (1973)
- Michael Schenker - guitare (1973-1978, 1993-1995, 1997-1998, 2000-2004)
- Paul Chapman - guitare (1974-1975), 1978-1983)
- Atomic Tommy M - guitare (1984-1986)
- Myke Gray - guitare (1987-1988)
- Rik Sanford - guitare (1988)
- Tony Glidewell - guitare (1988)
- Laurence Archer - guitare (1990-1993)
- Billy Sheehan - basse (1983)
- Paul Gray - basse (1983-1987)
- Robbie France - batterie (1984-1985)
- Jim Simpson - batterie (1985-1987)
- Fabio Del Rio - batterie (1988)
- Clive Edwards - batterie (1990-1993)
- Simon Wright - batterie (1995-1998)
- Aynsley Dunbar - batterie (2000, 2001-2002)
- Jeff Martin - batterie (2000)
- Jason Bonham - batterie (2003-2005)
- Danny Peyronel - claviers, guitare rythmique (1975-1976)
- John Sloman - claviers (1980)
- David Jacobsen - claviers (1986)
- Jem Davis - claviers (1992-1993)
- Luis Maldonado - claviers (2000)

## Discographie
- 1970 : UFO 1
- 1971 : Flying (One Hour Space Rock)
- 1974 : Phenomenon
- 1975 : Force It
- 1976 : No Heavy Petting
- 1977 : Lights Out
- 1978 : Obsession
- 1980 : No Place to Run
- 1981 : The Wild, the Willing and the Innocent
- 1982 : Mechanix
- 1983 : Making Contact
- 1985 : Misdemeanor
- 1988 : Ain't Misbehavin' (EP)
- 1992 : High Stakes and Dangerous Men
- 1995 : Walk on Water
- 2000 : Covenant
- 2002 : Sharks
- 2003 : You Are Here
- 2006 : The Monkey Puzzle
- 2009 : The Visitor
- 2012 : Seven Deadly
- 2015 : A Conspiracy of Stars
- 2017 : The Salentino Cuts (album de reprises)

## Vidéos
- Too Hot to Handle (1994)
- Showtime double DVD (2005)